# Båstads sparbank
Båstads sparbank var en svensk sparbank i Båstad.
Båstads sparbank stiftades 1859, året efter att Båstad fått rätt att kalla sig köping.
År 1972 slogs Båstads sparbank ihop med Västra Karups sparbank (grundad 1876) och Förslövs sparbank (1881) och bildade Bjäre sparbank. År 1978 uppgick även Grevie sparbank i Bjäre sparbank. Banken fick därmed hela Båstads kommun som verksamhetsområde.
År 1990 gick Bjäre sparbank ihop med Ängelholmsbaserade Nordvästra Skånes Sparbank och två lokala sockensparbanker (Hovs sparbank och Östra Karups sparbank) för att bilda Sparbanken Gripen. Gripen verkade som en fristående bank fram till 2010 när den gick ihop med Sparbanken Finn för att bilda Sparbanken Öresund. År 2015 delades Sparbanken Öresund upp och Gripens tidigare verksamhet slogs ihop med Swedbank.
Gripen stängde flera kontor under 1996, inklusive Bjäre sparbanks tidigare kontor i Grevie och Torekov. Sparbanken Öresund stängde kontoret i Västra Karup år 2012 och Swedbank det i Förslöv år 2017. Därefter var kontoret i Båstad den enda fortsättningen på Bjäre sparbanks verksamhet.